# I pionieri (film 2022)
I pionieri è un film commedia del 2022 diretto da Luca Scivoletto.

## Trama
Nella Sicilia del 1990, il dodicenne Enrico viene obbligato dai genitori, ferventi comunisti, a seguire uno stile di vita consono alle direttive del partito. Assieme a Renato, anch'egli comunista, scappa di casa e intraprende un'avventura nei boschi per rivivere l'atmosfera dei "Pionieri", antico gruppo scout del PCI.

## Distribuzione
Dopo essere stato presentato fuori concorso al quarantesimo Torino Film Festival (2022), il film è stato distribuito nelle sale cinematografiche italiane dal 13 aprile 2023.

## Riprese
Il film è stato in gran parte girato a Modica, città natale del regista Luca Scivoletto.